# Cerovski Vrh
Cerovski Vrh – wieś w Chorwacji, w żupanii zagrzebskiej, w mieście Velika Gorica. W 2011 roku liczyła 93 mieszkańców.